# Sauzet, Drôme
Sauzet este o comună în departamentul Drôme din sud-estul Franței. În 2009 avea o populație de 1.852 de locuitori.

## Evoluția populației
| An        | 1975  | 1982  | 1990  | 1999  | 2006  | 2009  |
| --------- | ----- | ----- | ----- | ----- | ----- | ----- |
| Populație | 1.126 | 1.335 | 1.436 | 1.673 | 1.860 | 1.852 |